# Dolores Castelltort
María Dolores Castelltort Vila (Barcelona, España, 1913 - id, 27 de abril de 1999) fue una pionera del atletismo femenino español. Durante los años 1930 fue campeona y plusmarquista de España en salto de longitud.

## Biografía
Nacida en el seno de una familia barcelonesa de mujeres deportistas, formó parte del Club Femení i d'Esports junto a su madre Dorotea Vila, sus tres hermanas, Rosa, Carmen y Mercedes, y su prima María Mercedes.
En 1931 participó en el primer Campeonato de España de atletismo femenino, logrando la victoria en los 80 metros vallas y en salto de longitud, y un segundo puesto en los 80 metros lisos, por detrás de su hermana mayor, Rosa. Junto a ésta y su prima Mercedes lograron también la victoria en la prueba de relevos 4x75 m, título que revalidó en el campeonato de 1932. Ese mismo año estableció el récord español de longitud, con 4,60 m, plusmarca que compartió con su hermana Rosa hasta que Clara Ribé la superó en 1937.

## Palmarés

### Campeonato de España al aire libre
- 80 m. v. (1): 1931.
- Salto de longitud (1): 1931.
- Relevos 4x75 m (2): 1931 y 1932.

### Campeonato de Cataluña al aire libre
- 80 m.v. (1): 1932.